# Ōme-Eisenbahnpark

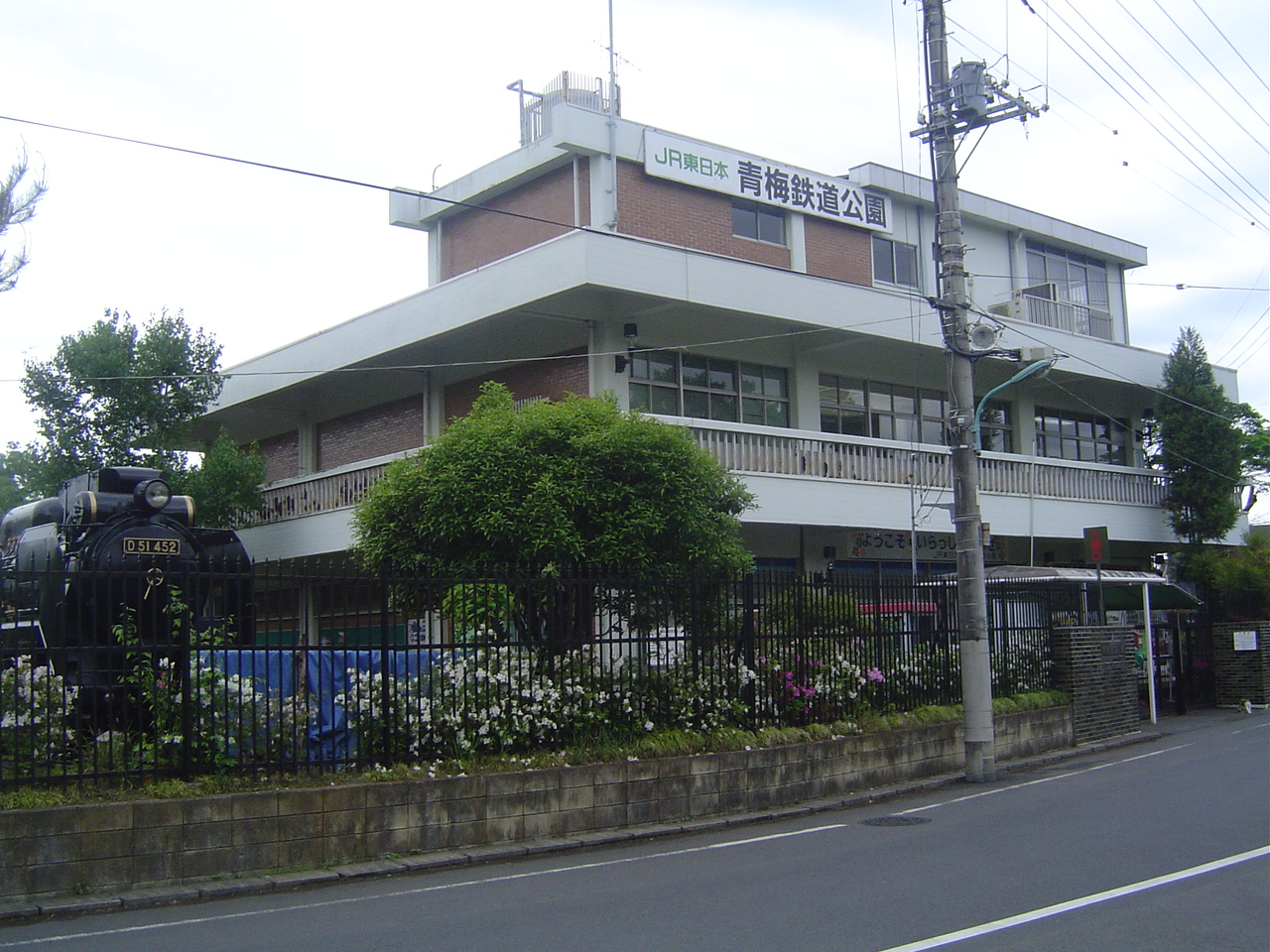
Museumsgebäude

Der Ōme-Eisenbahnpark (jap. 青梅鉄道公園, Ōme tetsudō kōen; engl. Ōme Railway Park) ist ein Eisenbahnmuseum in Japan. Er befindet sich seit 1962 in der Stadt Ōme im Westen der Präfektur Tokio und wird von der East Japan Railway Culture Foundation, der Kulturstiftung der Bahngesellschaft JR East betrieben.

## Beschreibung
Die Japanische Staatsbahn eröffnete den Eisenbahnpark am 18. Oktober 1962 anlässlich des 90. Jubiläums des Schienenverkehrs in Japan. Es werden zehn historische Schienenfahrzeuge ausgestellt, ebenso gibt es eine Miniatureisenbahn für Kinder. Daneben steht ein Museumsgebäude mit Modelleisenbahnanlagen, wechselnden Ausstellungen und Souvenirladen. In den ersten dreieinhalb Jahrzehnten standen die Fahrzeuge im Freien und waren dementsprechend den Elementen ausgesetzt, wodurch sich ihr Zustand verschlechterte. 1997 fanden deshalb umfangreiche Reparaturen statt und seit 2007 werden mit einer Ausnahme alle Fahrzeuge durch einen Unterstand geschützt.
Das Museum ist täglich von Dienstag bis Sonntag geöffnet. Es befindet sich in einem parkartigen Gelände rund einen halben Kilometer nordöstlich des Bahnhofs Ōme.

## Ausstellungsobjekte
Auf dem Gelände des Ōme-Eisenbahnpark werden zurzeit (2020) acht Dampflokomotiven, eine Elektrolokomotive und ein Shinkansen-Triebwagen dauerhaft ausgestellt.
| Kategorie  | Nummer  | Baureihe              | Hersteller                       | Jahr | Foto |
| ---------- | ------- | --------------------- | -------------------------------- | ---- | ---- |
| Dampf      | 110     | Klasse 110            | Yorkshire Engine Company         | 1871 |      |
| Dampf      | 2221    | Klasse 2120           | North British Locomotive Company | 1905 |      |
| Dampf      | 5540    | Klasse 5500           | Beyer-Peacock                    | 1897 |      |
| Dampf      | 8620    | Klasse 8620           | Kisha Seizō                      | 1914 |      |
| Dampf      | 9608    | Klasse 9600           | Kawasaki Heavy Industries        | 1913 |      |
| Dampf      | C11 1   | Klasse C11            | Kisha Seizō                      | 1932 |      |
| Dampf      | D51 452 | Klasse D51            | Kisha Seizō                      | 1939 |      |
| Dampf      | E10 2   | Klasse E10            | Kisha Seizō                      | 1948 |      |
| Elektrisch | ED16 1  | Klasse ED16           | Mitsubishi Heavy Industries      | 1936 |      |
| Shinkansen | 22-75   | Shinkansen-Baureihe 0 | Kisha Seizō                      | 1969 |      |